# Pascal Jan
Pascal Jan, né le 13 décembre 1967 à Tours, est un juriste, universitaire et haut fonctionnaire français. Après avoir enseigné le droit public au sein de plusieurs universités puis exercé les fonctions de recteur d'académie en Martinique de 2018 à 2022, il est préfet de l'Yonne depuis le 16 mars 2022.

## Biographie

### Origine et formation
Pascal Jan est né le 13 décembre 1967 à Tours (Indre-et-Loire). Après des études de droit à l'université Grenoble-Alpes et à l'université de Tours, Pascal Jan commence sa carrière d'enseignant-chercheur comme vacataire et attaché temporaire d'enseignement et de recherche à l'université de Tours de 1994 à 1997. Il devient docteur en droit public en 1997 dans cette université et est habilité à diriger des recherches en 1999.

### Carrière universitaire
Il est par la suite maître de conférences à l'université Bordeaux-IV entre 1998 et 2000. Jusqu'en 2003, il est affecté à l'université de Bretagne-Occidentale comme professeur agrégé de droit public et dirige le centre de recherches administratives de la faculté de droit de Brest.
Il enseigne le droit constitutionnel, les libertés et droits fondamentaux ainsi que les finances publiques à l'Institut d'études politiques de Bordeaux de 2003 à 2018, dont il dirige le centre de préparation au concours de l'École nationale d'administration entre 2004 et 2013. Il est chercheur à l'Institut Léon Duguit (centre de recherches en droit public de l'Université de Bordeaux).
Il est auteur, pour le ministère de l'enseignement supérieur et de la recherche et le secrétaire d'État chargé de l'Outre-mer, d'un rapport sur les conditions des étudiants ultramarins, en particulier dans les DOM. Il a par ailleurs été expert auprès de l'Agence d'évaluation de la recherche et de l'enseignement supérieur.
Entre 2002 et 2018, il siège dans les jurys de concours A+, dont ceux des administrateurs de l'Assemblée nationale et du Sénat et de l'entrée en classe préparatoire intégrée de l'ENA. Entre 2007 et 2012, il est chargé de mission auprès de la conférence des IPAG et CPAG, comme chargé du dossier « contenu des concours administratifs »[réf. souhaitée].
Il rapporte et dirige plusieurs thèses. Il est membre de conseils d'administration de divers établissements universitaires (université de Bretagne-Occidentale et IEP de Bordeaux). Pascal Jan préside la section sud-ouest de l'Institut français des sciences administratives, association pilotée par le Conseil d'État.
Il a effectué des missions temporaires d'enseignement dans plusieurs universités étrangères : Athènes, Casablanca, Québec-Laval, Madrid, Mexico, Moscou, Ouagadougou, Stuttgart, Tunis.
Le 14 février 2018, il est nommé recteur de l'académie de Martinique,, chancelier de l'Université. Le 16 mars 2022, il est nommé préfet de l'Yonne.

### Parcours politique
En mars 2008, Pascal Jan est élu au conseil municipal de Saint-Morillon (Gironde). Il exerce son mandat jusqu'en 2014. Il ne se représente pas aux élections suivantes.
En mai 2007, il est l'auteur d'une requête en contestation de constitutionnalité des élections législatives françaises de 2007, rejetée par le Conseil constitutionnel. Au-delà de la solution au fond, la décision établit la carence du législateur en matière de délimitation des circonscriptions électorales. Elle admet aussi l'inconstitutionnalité de ces circonscriptions, et donc des élections. Le juge a néanmoins refusé, dans le cadre du contentieux électoral, d'invalider le décret de convocation des électeurs, ce qui aurait entraîné un report des élections législatives françaises de 2007. À la suite de cette décision, le gouvernement entreprit de modifier le découpage des circonscriptions par voie d'ordonnance en 2009.

### Recteur d'académie
Le 14 février 2018, Pascal Jan est nommé recteur de la Région académique de la Martinique. Il lance plusieurs projets de modernisation de l'administration académique et des innovations pédagogiques afin d'améliorer l'employabilité des jeunes et de faire de l'Éducation nationale un acteur clef du développement du territoire martiniquais.
Il est responsable de la manifestation « Fête de la Constitution » qui se déroule du 28 septembre au 4 octobre dans les établissements scolaires et qui s'adosse sur le concours « Découvrons notre Constitution ». L'objectif est d'introduire dans de nombreuses disciplines scolaires une culture juridique et constitutionnelle, de sensibiliser les jeunes à leurs droits et libertés constitutionnels et de les familiariser à la méthode et au raisonnement juridiques afin de mieux les préparer à comprendre les enjeux du monde contemporain très largement encadrés et dominés par les normes juridiques et de se construire comme citoyens. La première édition est organisée en 2020.

### Carrière préfectorale
La nomination de Pascal Jan aux fonctions de préfet dans la suite immédiate de ses responsabilités rectorales suscite l'étonnement et une certaine réprobation de la part d'anciens recteurs. C'est la première fois en effet qu'un professeur des universités et haut fonctionnaire de l'Éducation nationale intègre directement l'administration préfectorale, après une première tentative avortée au début des années 1980.
Selon l'ancien recteur Bernard Toulemonde, c'est une « banalisation » de la fonction rectorale, fléchée désormais prioritairement sur une aptitude à exercer les plus hautes responsabilités administratives, ce dont témoigne la pratique observée depuis 2010.
La nomination de Pascal Jan comme préfet de l'Yonne en prolongement de sa fonction de recteur de Martinique est vue comme l'une des premières illustrations de la réforme de la haute fonction publique engagée par Emmanuel Macron en 2021.

## Travaux universitaires
Sa thèse, soutenue, en 1997 et couronnée par l'Académie des sciences morales et politiques du prix Jean-Reynaud, a pour sujet « La saisine du Conseil constitutionnel.
Spécialiste de contentieux constitutionnel et de droit parlementaire, ses travaux portent également sur l'organisation et les relations entre les institutions constitutionnelles ainsi que sur les institutions administratives. Il livre régulièrement ses opinions sur les questions constitutionnelles à la presse. Il a notamment critiqué la Sixième République de Jean-Luc Mélenchon, comme l’obligation de voter, s’est ouvertement prononcé contre la suppression du mot race du texte de la Constitution, un temps évoqué en 2017 lors du projet de loi constitutionnelle, suggère l’adoption du scrutin législatif à un tour, prône un bicamérisme différencié avec une seconde chambre aux compétences resserrées mais renforcées relatives aux collectivités territoriales, se prononce pour la suppression du droit de grâce  ou encore dénonce le système des primaires ouvertes dans la sélection des candidats aux élections .
Il est auteur de plusieurs livres, ainsi que d'une centaine d'articles portant sur des concepts fondamentaux du droit constitutionnel. Il défend une conception institutionnaliste et volontariste du droit constitutionnel : « La Constitution est ce que ses interprètes en font et disent ce qu'elle est. », La Constitution est une règle du jeu, non le jeu qui dépend de ses acteurs politiques et juridictionnels.
Ce faisant, il prône une approche dynamique et concurrentielle entre les institutions exécutives, parlementaires et juridictionnelles dont le ressort fondamental est la conquête permanente de nouvelles compétences et/ou l'affaiblissement d'institutions concurrentes fondés sur une interprétation politique ou juridictionnelle des prescriptions constitutionnelles, plus rarement appuyés sur une révision constitutionnelle. Ainsi s'expliqueraient l'évolution des régimes constitutionnels et la différence toujours constatée entre le texte constitutionnel et la réalité des rapports entre les pouvoirs publics constitutionnels, fruit d'interprétations concurrentielles et évolutives.
L'altération du principe de séparation des pouvoirs, conséquence de la généralisation des régimes majoritaires ,, met en exergue le ressort profond du fonctionnement des régimes parlementaires contemporains, la compétition entre majorité et minorité, et non celle, réelle mais déclinante, entre les pouvoirs exécutif et législatif qui désormais fonctionnent politiquement sur un mode fusionnel.
En marge de ses activités pédagogiques et de recherche, il gère un site d'informations générales de droit public depuis 2004.

## Récompenses et distinctions

### Décorations
- Commandeur de l'ordre des Palmes académiques (ex officio en tant que recteur d'académie)

## Publications

### Ouvrages
- Le Conseil constitutionnel vu du Parlement (dir. De P. Jan et J.-P. Roy), Préface Doyen G. Vedel, Ellipses, Paris, 1997.
- La saisine du Conseil constitutionnel, LGDJ, 1999 (couronné par l’Académie des sciences morales et politiques).
- Les textes fondamentaux du droit constitutionnel de la Ve République, Ellipses, 1999.
- QCM d’institutions administratives, Ellipses, 3e édition, 2008.
- La Constitution de la Ve République. Réflexions pour un cinquantenaire (dir.), La Documentation française, 2008.
- Figures et institutions de la vie politique française (coll), Biotop, 2009.
- Les assemblées parlementaires françaises, La Documentation française, 2e édition, 2010.
- Le procès constitutionnel, LGDJ-Lextenso, coll " Systèmes, 2e édition, 2010.
- Le Président de la République au centre du Pouvoir, La Documentation française, septembre 2011.
- Droits et libertés constitutionnels (avec Ph. Blachèr et JE Gicquel), Hachette, coll. Les Fondamentaux, 2012.
- L'élection présidentielle en France (en coll. avec F. Potier), LexisNexis, 2012.
- Le Gouvernement, La Documentation française, 3e édition, 2015.
- Droit de suffrage et modes de scrutin, La Documentation française, 2e édition, 2015.
- Les Constitutions de la France. Le temps des expériences (1791-1814) Tome 1, LGDJ-Lextenso 2016.
- Les Constitutions de la France. L'établissement du régime parlementaire (1814-1958) Tome 2 LGDJ-Lextenso, 2016.
- QCM de droit constitutionnel, Ellipses, 4e édition, 2016.
- Les Constitutions de la France. La République gouvernée (1958-2017) Tome 3, LGDJ-Lextenso septembre 2017.
- Institutions administratives, LexisNexis, coll " Cours ", 6e édition, 2021.

### Articles de doctrine
Sélection d’articles doctrinaux :
- « État de nécessité contre État de droit », Recueil Dalloz, 2001, n°43.
- « Les Oppositions », Pouvoirs, 2004, n°108.
- « Les Séparations du pouvoir », in Mélanges Jean Gicquel, Montchrestien, 2008.
- « Article 89 de la Constitution », in La Constitution de la Cinquième République, Economica 2009.
- « Publiciser les opinions des juges », in Une exigence pédagogique pour intérioriser le droit, L'Harmattan, 2011.
- « L'Instabilité constitutionnelle sous la Ve République. Les dangers du bavardage constitutionnel », in Mélanges Jean-Claude Masclet, Publications de la Sorbonne, Mai 2013.
- « La Réelle mais fragile prééminence présidentielle sous la Ve République », Petites affiches, n°26, février 2015.
- « La Performance constitutionnelle », in Mélanges Jean Rossetto, LGDJ, Juin 2016.
- « La Justice et le Pouvoir politique : entre indépendance et influences », Revue Après-Demain, Janvier 2017, n° 41.
- « La Cinquième République et les Partis », Pouvoirs n° 163, Octobre 2017.
- « Pour une Cour électorale », in Mélanges Pierre Pacteau, Editions Mare et Martin, Mai 2018.
- « Pour un véritable bicamérisme différencié », in Mélanges Jean-Louis Hérin, Editions Mare et Martin, Mai 2020.
- « Le Recteur : Un haut fonctionnaire au service de la stratégie éducative » Mélanges H. Rihal , LGDJ, Avril 2021.
- « Le Préfet, les droits et libertés », Mélanges B. Mathieu, LGDJ, 2023.
- « Regard d'un universitaire devenu préfet » in La mission préfectorale : entre tradition et transformation, éd. Panthéon-Assas-LGDJ, Juillet 2025.